# Muturayo
Muturayo is een plaats in het departement Tarija, Bolivia. Het is naar aantal inwoners de vierde grootste plaats van de gemeente Uriondo, gelegen in de José María Avilés provincie. 

## Bevolking
| Jaar | Populatie |
| ---- | --------- |
| 1992 | -         |
| 2001 | 497       |
| 2012 | 519       |